# Corpolò
Corpolò (Curpòlò in romagnolo) è una frazione del comune italiano di Rimini, nell'omonima provincia in Emilia-Romagna.

## Geografia fisica
L'abitato si trova a 63 metri di altitudine, sulla riva destra del fiume Marecchia, a 12 km a sud di Rimini.

## Storia
In età antica si presume che nel territorio della frazione dovesse sorgere un insediamento romano, come suggerito dagli scavi archeologici che hanno riportato alla luce tracce di centuriazione, steli sepolcrali ed epigrafi.
Il borgo di Corpolò è ricordato sin dall'epoca altomedievale per la presenza di fondi appartenuti alla perduta pieve di San Lorenzo in Bulgaria, situata nelle vicinanze e la cui esatta localizzazione non è stata rintracciata.
Sulla terrazza naturale chiamata Belvedere, a cavallo fra il fosso di Mavone e la Valle del Marecchia, sorgeva un agglomerato di abitazioni coloniche, caratteristico per la sua disposizione quadrangolare con piazzetta centrale. Il complesso era conosciuto come Castrum Corpaloe. Fu concesso dalla Chiesa riminese ad Everardo di Rimini nel 1059. Da questi passò in potere del Comune di Rimini e quindi, nel 1355, ai Malatesta, ai quali fu confermato tre anni dopo da Innocenzo VI. Secondo un anonimo cronista riminese, nel 1441 venne assediato ed infine espugnato da Federico di Montefeltro, che poi lo distrusse completamente.

## Origini del nome
Secondo una prima ipotesi, il nome del paese deriva da una parola latina usata nel Medioevo per indicare i beni che non erano patrimoniali e si chiamavano "beni allodiali". Un complesso di beni si diceva Corpus (corpo). Allodiale facilmente veniva abbreviato con "all". Quindi Corpus-all. I passaggi lungo i secoli sono stati questi: da Corpus-all ne è venuto Corpus-lai, poi Corpalai e infine Corpolò. Corpolò quindi era "un luogo dove c'erano i beni di qualcuno" (noi diremmo "una tenuta"). Durante la storia il luogo è stato riportato nelle mappe con i seguenti nomi: Kurpal'a 20D1 (VIII secolo) Fund Corpalo (994) Corpalo (1290) Villa Capellae Corpaloe (1371). I passaggi, che insistono sulla parola "corpo", sembrano confermare questa prima teoria.
Secondo la seconda ipotesi, data la persistenza della lettera "a" nella seconda sillaba nei vari passaggi (da Corpalo a Curpalo), si può arrivare al latino medioevale Curapalates che significa "chi ha cura del palazzo" (maggiordomo), una carica bizantina ben nota agli scrittori del tempo. Curapalates diventerà Curapalatius e quindi Fundum Curapalati che significa "il fondo del maggiordomo". Da Curapalati ne è venuto Curpalati, poi Curpalai e oggi Corpolò. Il nome sarebbe quindi derivato dal fondo del maggiordomo (del palazzo imperiale). Da entrambe le ipotesi si deduce che "Corpolò" era una proprietà (corpo di terra) di qualcuno.

## Monumenti e luoghi d'interesse

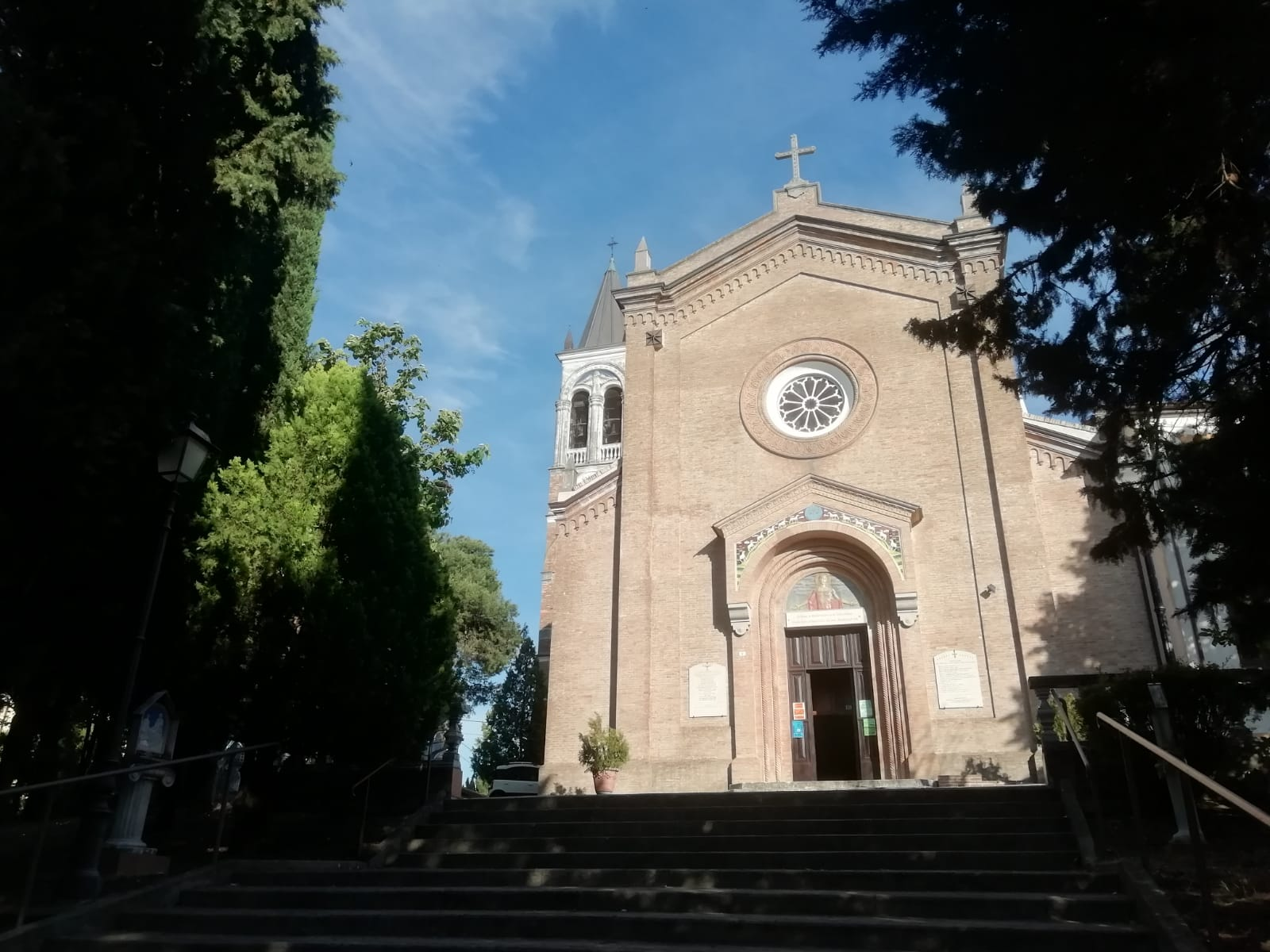
La chiesa di Santa Maria

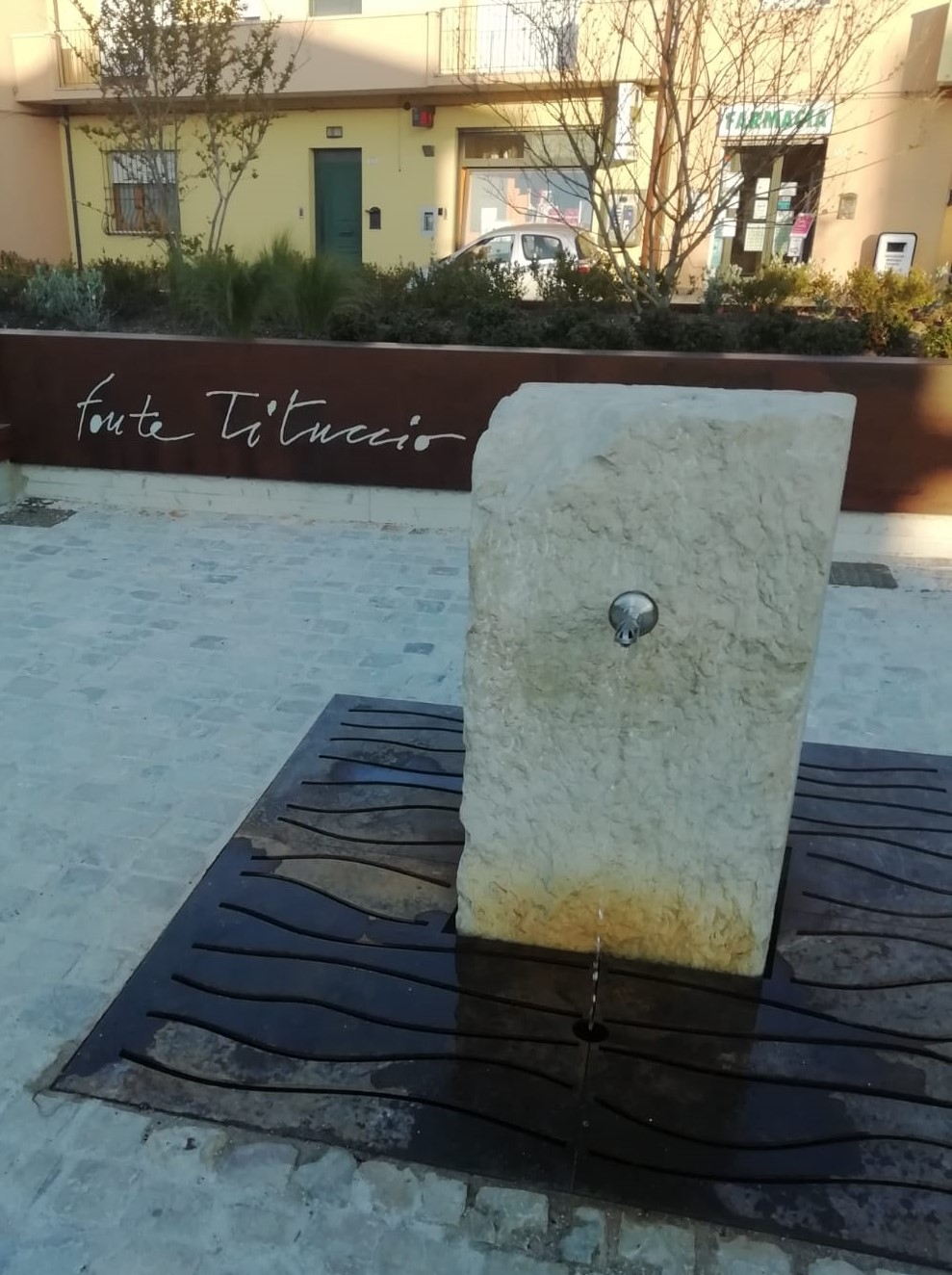
La fontana del Tituccio nell'omonima piazza.

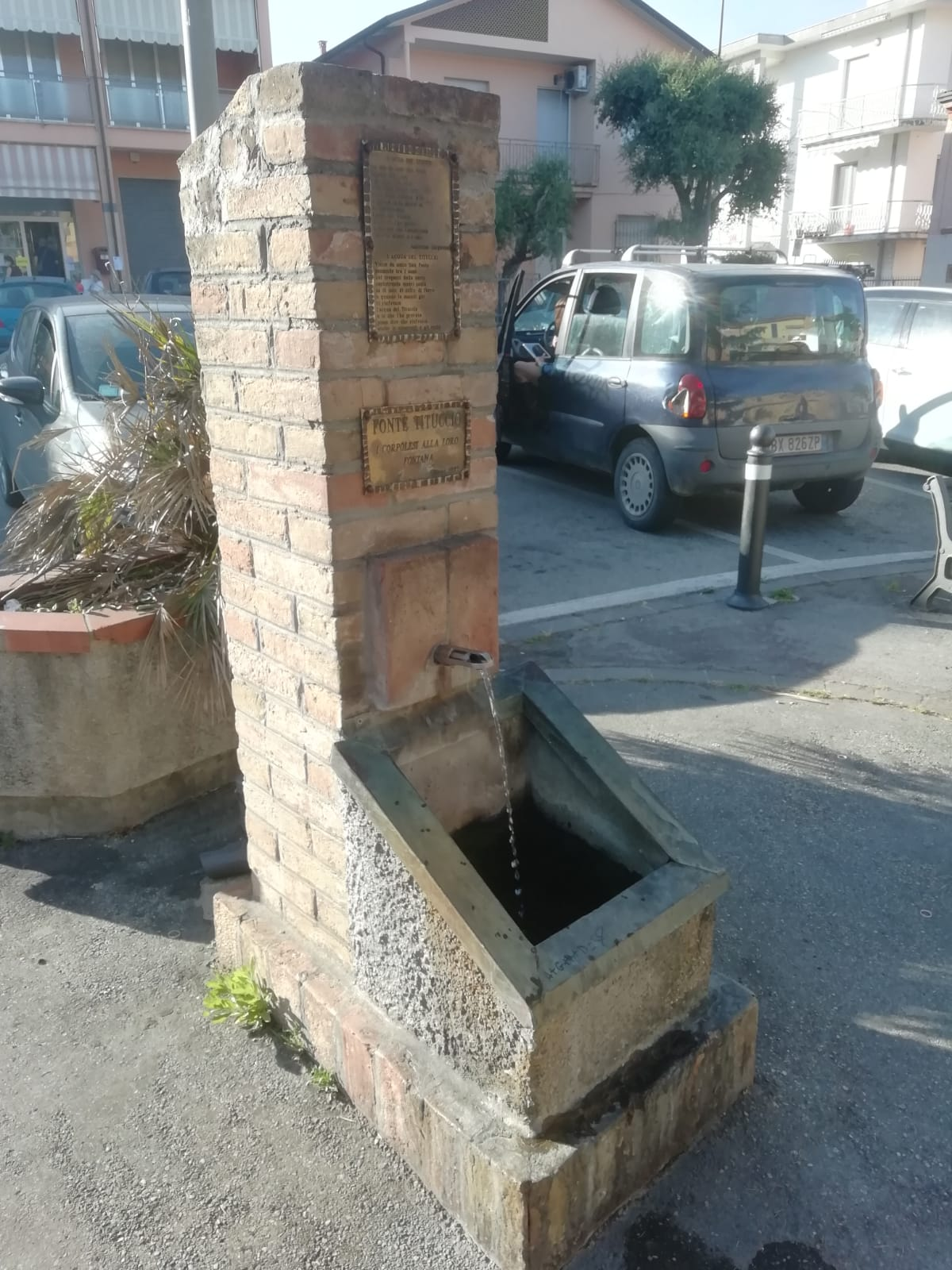
La fontana prima della ristrutturazione avvenuta nel 2021.

### Chiesa di Santa Maria
Nella parte alta del paese si trova la chiesa parrocchiale di Santa Maria, della quale si hanno notizie storiche a partire dal XVI secolo. Come testimoniato dalla visite pastorali, risulta già sede di parrocchia dal 1542, anno da cui è possibile rintracciare la completa cronotassi dei parroci fino al 1682. L'edificio ha subito una serie di profonde ristrutturazioni tra il 1905 e il 1911, che le hanno conferito un aspetto monumentale in stile neorinascimentale, a opera dell'architetto santarcangiolese Antonio Ghinelli, esponente dell'eclettismo e del liberty riminese.
La chiesa ospita le spoglie della Beata Chiara da Rimini.

### Fontana del Tituccio
Al centro dell'omonima piazza, è situata la Fontana del Tituccio (e' titottc in dialetto romagnolo). La fontana è situata sul luogo di un antico pozzo pubblico, chiuso nel 1917 in seguito ad una epidemia di tifo. Dopo quell'episodio, furono attuate perforazioni più profonde (circa 110 metri), passando dalle falde di ghiaia a quelle di tufo. Questa perforazione permise di isolare le acque piovane facilmente contaminabili e di garantire il continuo sgorgare di acqua dalla fontana che venne in seguito costruita al posto del pozzo pubblico. Il nome che fu dato alla fontana deriva da una parola dialettale che era solita indicare l'atto del bambino di succhiarsi gustosamente il pollice, e fa riferimento al sapore particolare di queste acque (dal retrogusto di ferro e zolfo). Nel 2004, le acque sono state classificate come non potabili dalle nuove norme CEE. I controlli hanno infatti trovato livelli di ferro, manganese e cloruri di poco superiori rispetto alle massime stabilite.
Nel 1971 furono applicate due targhe sulla fontana, divenuta simbolo del paese oltre che luogo di aggregazione e di attingimento per l'acqua. Nella targa superiore è presente la seguente poesia in dialetto con relativa traduzione:
pasand tra i sas /
t'al crepi dla tera /
zentrenta metri sotta /
la sa d'sel d'soifni d'fer /
e qvand ta la mand zo /
la t'arinfresca /
l'acqva de titottc /
e me ca l'ho pruvè /
a pos doi che l'arinfresca /
enca el muroi e i ottc. /»
passando tra i sassi /
nei crepacci della terra /
centotrenta metri sotto /
sa di sale, di zolfo, di ferro /
e quando la mandi giù /
ti rinfresca /
l'acqua del Tituccio /
e io che l'ho provata /
posso dire che rinfresca /
anche le emorroidi e gli occhi. /»
Dopo la conclusione dei lavori di ristrutturazione della piazza in Aprile 2021, la fontana del Tituccio fu privata della precedente struttura in cemento e mattoni e sostituita con un monolite in marmo di Travertino. Non sono state apportate modifiche all'impianto di captazione della fontana, mentre ne è stato modificato l'orientamento da est a ovest.

## Infrastrutture e trasporti
La frazione è attraversata dalla strada statale 258 Marecchia, ed è stata servita dal 1916 fino al 1960 da una propria stazione ferroviaria, la stazione di Corpolò, posizionata lungo la ferrovia Rimini-Novafeltria.